# Anthus sylvanus
El bisbita del Himalaya (Anthus sylvanus) es una especie de ave paseriforme de la familia Motacillidae propia de Asia. Se puede encontrar en Afganistán, China, Hong Kong, India, Nepal y Pakistán.